# 国民议会 (厄立特里亚)
国民议会（提格雷尼亚语：Hagerawi Baito）是厄立特里亚的国家立法机关，实行一院制。国民议会主席一职现由总统伊萨亚斯·阿费沃基兼任。